# ムアンコーンケン郡
座標: 北緯16度26分18秒 東経102度50分20秒 / 北緯16.43833度 東経102.83889度
ムアンコーンケン郡（ムアンコーンケンぐん、タイ語: อำเภอเมืองขอนแก่น ）はタイ東北部・コーンケン県にある郡（アムプー）である。コーンケン県の県庁所在地でもある。

## 名称
バーン・マカーム (บ้านมะขาม) という村があったが、大きなタマリンドの木即ちマカームがあったが、心材すなわちケン (แก่น) が見えていたにもかかわらず、霊験があるとされ信仰の対象になり、枯れた後も仏塔も造り保護された。そこで、この地は（マ）カームケンと呼ばれたがこれが訛ってコーンケンと呼ばれるようになった。
日本語では、コーンケーン、コンケーン、コンケンなどとも表記されている場合がある。

## 歴史
1783年ラーチャクルールワンと呼ばれる人物が330人の人民を引き連れ、現在のバーンパイ郡に移住してきたのが始まりである。この後、街の中心は現在のコーンケンに移った。
かつてはプララップ郡と呼ばれていたが、1938年、県名と県庁所在地の名前を一致させるという政府の政策によりムアンコーンケン郡と改称された。
1959年から1963年にかけてタイの首相であったサリット・タナラットはコーンケンを東北部におけるモデル地区とし、大学を創設するなど積極的に開発を行った。このためコーンケンはイーサーン（タイの東北部）でも有数の都市となっている。

## 地理
ポーン川とチー川が郡の東部で合流する、市東部などが若干山地になっている他はおおむね、前述の川が形成した平坦な地域にある。
交通は鉄道が南北に通っており、北のノーンカーイやウドーンターニーなどと通じており、南はナコーンラーチャシーマーと通じている。またこの鉄道に国道2号線が平行して走っている。東には国道208号線、国道209号線がのびており、前者はマハーサーラカームと後者は、227号線と接続しローイエット県と、213号線と接続しサコンナコーン県と、213号線・2042号線と接続しムックダーハーン県とを結んでいる。なお郡北西部にはコーンケン空港がある。

## 経済
郡内の主要な産業は農業である。また郡北部には「東北部工業振興センター」があり工業都市としての性格も持つ。

## 行政区分
郡内には18のタムボンがあり、その下位に267の村（ムーバーン）がある。また2つの自治体（テーサバーン）が設置されており以下のようになっている。
- テーサバーンナコーン・コーンケン・・・タムボン・ナイムアン全体
- テーサバーンタムボン・タープラ・・・タムボン・タープラの一部

また、郡内には16のタムボン行政体が設置されている。
1. タムボン・ナイムアン・・・ตำบลในเมือง
2. タムボン・サムラーン・・・ตำบลสำราญ
3. タムボン・コークシー・・・ตำบลโคกสี
4. タムボン・タープラ・・・ตำบลท่าพระ
5. タムボン・バーントゥン・・・ตำบลบ้านทุ่ม
6. タムボン・ムアンカオ・・・ตำบลเมืองเก่า
7. タムボン・プララップ・・・ตำบลพระลับ
8. タムボン・サーラティー・・・ตำบลสาวะถี
9. タムボン・バーンワー・・・ตำบลบ้านหว้า
10. タムボン・バーンコー・・・ตำบลบ้านค้อ
11. タムボン・デーンヤイ・・・ตำบลแดงใหญ่
12. タムボン・ドーンチャーン・・・ตำบลดอนช้าง
13. タムボン・ドーンハン・・・ตำบลดอนหัน
14. タムボン・シラー・・・ตำบลศิลา
15. タムボン・バーンペット・・・ตำบลบ้านเป็ด
16. タムボン・ノーントゥーン・・・ตำบลหนองตูม
17. タムボン・ブンニアム・・・ตำบลบึงเนียม
18. タムボン・ノーントーン・・・ตำบลโนนท่อน